# Алия, Бинак
Бинак Алия (Алиа, алб. Binak Alia; 1805, Буян — 1895) — албанский лидер в горах Гяковы, наиболее известный по его роли в Албанском восстании 1845 года и как мудрый старейшина, который смог разрешить проблемы, связанные с кровной местью в своём регионе.

## Биография
Бинак Алиа родился в 1805 году в селении Буян (тогдашняя Османская империя, а ныне территория албанского муниципалитета Тропоя). Он принадлежал к клану Мулосманай, входившему в состав племени Красничи. Он фигурирует в контексте Албанского восстания 1845 года наряду с Соколем Рамой (1790—1860), также уроженцем Буяна. Этот бунт был частью цепи албанских восстаний против Османской империи и, в частности, против реформ Танзимата. Поначалу мятежникам сопутствовала удача. Они сумели изгнать османский гарнизон из Яковы. Восстание распространилось на территории, простирающиеся от Реки и вплоть до Дечани, число его участников достигло 8000 человек. Но в конечном итоге османам удалось подавить этот бунт.
Потом имя Бинака Алиа упоминалось в связи с албанскими восстаниями 1860-х годов, а также в контексте собраний Призренской лиги, участником которых он был благодаря своему почтенному возрасту.
Миц Соколи, племянник Бинака Алиа, прославился как борец за свободу и независимость Албании, получивший посмертно звание Народного героя.
Алиа имел репутацию мудрого человека. Многие кровные распри были разрешены благодаря его вмешательству. Люди со всего нагорья приходили к нему, чтобы обсудить свои проблемы и получить советы, соответствующие албанскому Кануну.
Одна из улиц Тираны, столицы Албании, ныне носит его имя.